# Rio São João (vattendrag i Brasilien, Minas Gerais, lat -20,45, long -46,83)
Rio São João är ett vattendrag i Brasilien.   Det ligger i delstaten Minas Gerais, i den sydöstra delen av landet, 500 km söder om huvudstaden Brasília. Rio São João ligger vid sjön Reprêsa de Peixoto.
Omgivningarna runt Rio São João är huvudsakligen savann. Runt Rio São João är det mycket glesbefolkat, med 4 invånare per kvadratkilometer.